# 의연
의연(義淵: fl. 6세기 후반)은 6세기 경 고구려의 승려로, 고구려 평원왕(平原王: 재위 559-590) 때 대승상(大丞相) 왕고덕(王高德)에 의하여 북제(北齊: 550-577)의 수도인 업(鄴)에 파견되어 지론종(地論宗) 남도파(南道派)의 대표자인 법상(法上: 495-580)을 만나 불교사(佛敎史)를 알아 왔으며, 지론종 남도파의 사상을 소개했다.
| 한단 시 린장 현안양 시class=notpageimage\| 후조(後趙) · 염위(冉魏) · 전연(前燕) · 동위(東魏) · 북제(北齊)의 수도였던 업(鄴)은 현재의 허베이성 한단 시 린장 현과 허난성 안양 시의 경계에 위치하였다 |

## 참고 문헌
- 이 문서에는 다음커뮤니케이션(현 카카오)에서 GFDL 또는 CC-SA 라이선스로 배포한 글로벌 세계대백과사전의 내용을 기초로 작성된 글이 포함되어 있습니다.